# Miejska Hala Sportowa w Bytomiu
Miejska Hala Sportowa – wielofunkcyjna hala sportowo-widowiskowa w Bytomiu, położona na terenie kompleksu sportowego Szombierki, w miejscu wyburzonej w 2004 roku starej hali.
Budowa hali sportowej w dzielnicy Szombierki została podjęta w wyniku braku obiektu tego typu na terenie miasta. Jej parametry były konsultowane z lokalnymi drużynami, dlatego za optymalne i zaspokajające potrzeby bytomskiego sportu uznano postawienie budynku o niewielkiej widowni. Projekt hali został wyłoniony w drodze konkursu architektonicznego, który wygrała Pracownia Projektowa Maćków z Wrocławia. Zaproponowała prostą kubiczną bryłę z dużymi przeszkleniami holu głównego, pomieszczenia ścianki wspinaczkowej i boiska. Wewnątrz znajdzie się boisko sportowe o wymiarach 44 m x 24 m przeznaczone do prowadzenia rozgrywek siatkówki, koszykówki, piłki ręcznej i nożnej halowej. Hala będzie mieścić także salę odnowy biologicznej z sauną, dwupoziomową salę kondycyjną oraz ściankę wspinaczkową wysoką na 14,5m i szeroką na 30m.
Powierzchnia użytkowa wynosi 4643,6m², całkowita 5726,2m², a kubatura 45 149,44m³. Wysokość wraz z attyką wynosi 16m.
Podpisanie umowy z inwestorem zastępczym, PRI Inwestor S.C., oraz generalnym wykonawcą, firmą Skanska S.A., odbyło się 15 stycznia 2009 roku. Zgodnie z zapisami powyższego dokumentu, budowa miała zakończyć się 1 grudnia, a obiekt miał zostać oddany do użytku 31 grudnia 2009. Budżet inwestycji wynosi 19 323 821,60 zł.
Otwarcie hali nastąpiło 10 lutego 2010 roku. Mieści około 1000 widzów i przeznaczona jest dla klubu BS Polonia Bytom oraz pobliskiego Zespołu Szkół Technicznych.